# Turab
Turab är en palestinsk musikgrupp som leds av sångaren, oudspelaren och kompositören Basil Sayed. Namnet är arabiska, och betyder "jord" eller "mark". Flera av gruppens medlemmar undervisar i musik på Edward Said-konservatoriet i Ramallah. Sedan bildandet 2004 har gruppens musik fått en stor betydelse för utvecklingen av den moderna palestinska folkmusiken och bevarandet av densamma. På debutalbumet Hada Leil (2006) tolkar Sayed flera moderna palestinska poeter och reflekterar skarpt över situationen i regionen och för människor i Palestina idag. Gruppen har turnerat ett flertal tillfällen utanför Palestina. 2007 besökte gruppen Sverige, och gav då också ett antal konserter tillsammans med den svenska folkmusikgruppen Tidig Tisdag.